# Palais Strudelhof
Le palais Strudelhof est un palais urbain du style néo-classique situé dans le quartier d'Alsergrund de Vienne (Autriche). Il tire du nom du maître de la construction précédente du palais actuel, le sculpteur et peintre Peter Strudel. 

## Histoire
Le premier manoir Strudelhof a été construit vers l'an 1690 à l'arrière de la rue de Schottenpoint sur ordre du peintre de cour impériale Peter Strudel (v. 1660 – 1714). Il avait acheté la propriété en banlieue nord de Vienne (Alservorstadt) de l'ancien contremaître impérial Roman Bernhard Tschagon et de sa femme Maria Polyxena pour la construction. C'est là qu'il établit une école d'art privée. Strudel fut nommé baron du Saint-Empire (Reichsfreiherr) en 1701 et est devenu directeur de l'Académie impériale en 1705. 
Depuis 1713, le Strudelhof a été utilisé comme hôpital de la peste et inclus dans le rayon de quarantaine. En 1718, le palais est passé à un monsieur nommé Bonmartini, en 1734 au comte Léopold Kuefstein et après sa mort en 1759, il a été acheté aux enchères par la direction de l'hôpital espagnol voisin. De 1784 à 1788, le palais abrite un hospice des enfants-trouvés (Findelhaus) créé sur l'initiative de l'empereur Joseph II et une institution pauvre a été logée ici. Enfin, la propriété est divisée. Une partie du Strudelhof a été utilisée comme immeuble d'habitation, les autres parties, dont la chapelle de la maison, consacrée en 1691 en l'honneur des apôtres Pierre et Paul, ont été démolies pour faire place à de nouveaux bâtiments. Après plusieurs changements de propriété, la maison est démolie en 1795. 

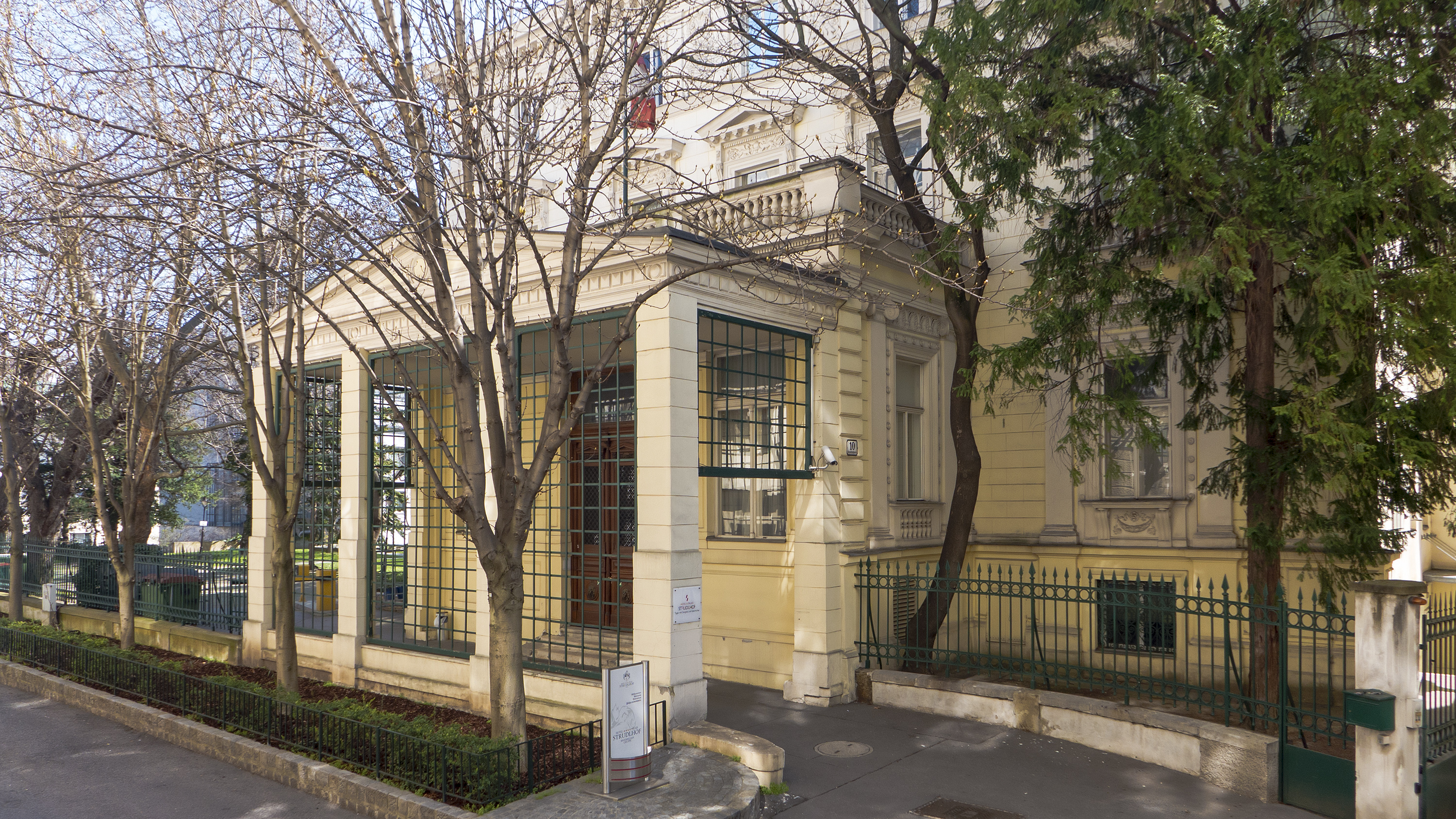
L'entrée au no 10 Strudlhofgasse.

À la fin du XVIIIe siècle, un palais néo-classique a été construit qui existe encore aujourd'hui et a gardé le nom de palais Strudelhof. Une impasse, embellie en 1802 par la plantation d'une avenue de châtaigniers, s'appelait Strudelhofgasse. 
Vers 1871, le duc Philippe de Wurtemberg et son épouse Marie-Thérèse, fille de l'archiduc Albert d'Autriche-Teschen, achetèrent le Strudelhof comme palais urbain. Ils avaient vendu leur grand palais sur le Kärntner Ring, qui a été ouvert comme Hôtel Imperial à temps pour l'Exposition universelle de 1873. Outre le Strudelhof en tant que résidence citadine, le couple noble possédait également une villa à Altmünster sur le lac Traunsee. Lorsque le fils aîné du couple ducal, le duc Albert (1865–1939), devint l'héritier désigné du trône du royaume de Wurtemberg, le Philipp et Marie-Thérèse s'installèrent à Stuttgart. En 1906, ils vendirent le Strudelhof au Conseiller d'Autriche-Hongrie à Saint-Pétersbourg et futur ministre des Affaires étrangères le comte Leopold Berchtold. 

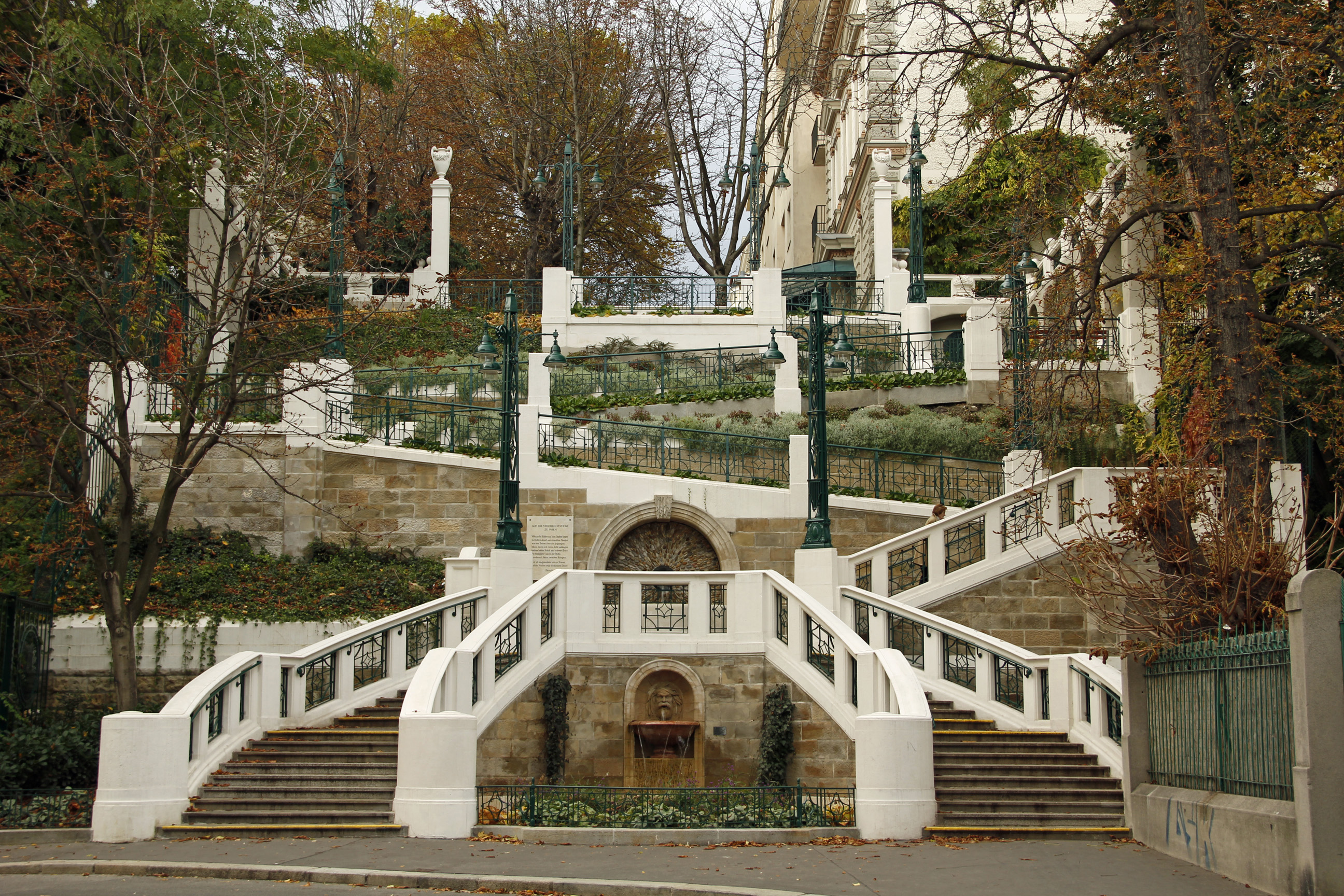
Le Strudlhofstiege.

À côté du palais se trouve le Strudlhofstiege, un escalier public qui est devenu largement connu grâce au roman de Heimito von Doderer Die Strudlhofstiege oder Melzer und die Tiefe der Jahre (1951). Construit en 1910 sous le gouvernement du maire Karl Lueger, il est considéré comme un des monuments de l'Art nouveau les plus remarquables de Vienne.
Pendant la crise de juillet en 1914, l'ultimatum à la Serbie qui a déclenché la Première Guerre mondiale a été signé dans le palais. En 1970 les pourparlers de désarmement entre l'URSS et les États-Unis s'y sont tenus (traité SALT I). Jusqu'à ce qu'il soit converti en palais de conférence en 1999, il était utilisé comme ambassade du Qatar. 

## Source de traduction
- (de) Cet article est partiellement ou en totalité issu de l’article de Wikipédia en allemand intitulé « Palais Strudelhof » (voir la liste des auteurs).